# ソフテック (南国市)
株式会社ソフテック（英語：SOFTEC,Inc.）は、高知県南国市に本社を置く日本の企業である。

## 概要
高知県内の医療・流通・金融業界のITシステム設計を主な業務としている。また、Visual Shotという画像管理ソフトウェアをパッケージ販売している。

## 沿革
- 1973年10月、株式会社高知ソフテックとして設立。
- 1993年、株式会社ソフテックに社名変更。
- 2006年、情報セキュリティマネジメントシステム（ISMS）取得。

## 支社
香川県高松市、東京都中央区にそれぞれ支社がある。